# 두장옌
두장옌(중국어: 都江堰, 병음: Dūjiāngyàn)은 기원전 256년에 만들어진 고대 건축으로 수리 관개 시스템이다. 쓰촨성 청두 시 서쪽에 있다. 민강 상류에 있으며, 진나라에 의해 전쟁이 벌어지던 당시에 건축되었다. 놀랍게도 이것은 오늘날에도 사용되고 있으며, 이 지역의 5,300평방킬로미터(km2)의 토지에 관개 용수를 공급하고 있다.

## 역사
약 2000년 전 민강(Minjiang) 근처에 살았던 사람들은 매년 홍수에 시달리고 있었다. 진나라의 관리 이빙이 조사를 하니, 근처의 산에서 겨우내 눈 녹은 물이 급류로 유입되어, 유량이 넘쳐 물살이 완만한 곳에 이르면 둑을 터뜨린다는 것을 알게되었다.
가장 확실한 방법은 댐을 건설하는 것이지만, 이빙은 병력을 수송할 수 있는 수로를 막을 수는 없었다. 그래서 산에서 유입되는 물길을 다른 곳으로 터주고, 강물의 유량을 일정하게 유지시키는 인공 관개 수로를 제안하게 되었다. 그리하여 건조한 청두 평원에 물을 대는 관개수로를 발명하게 된 것이다.

## 공사

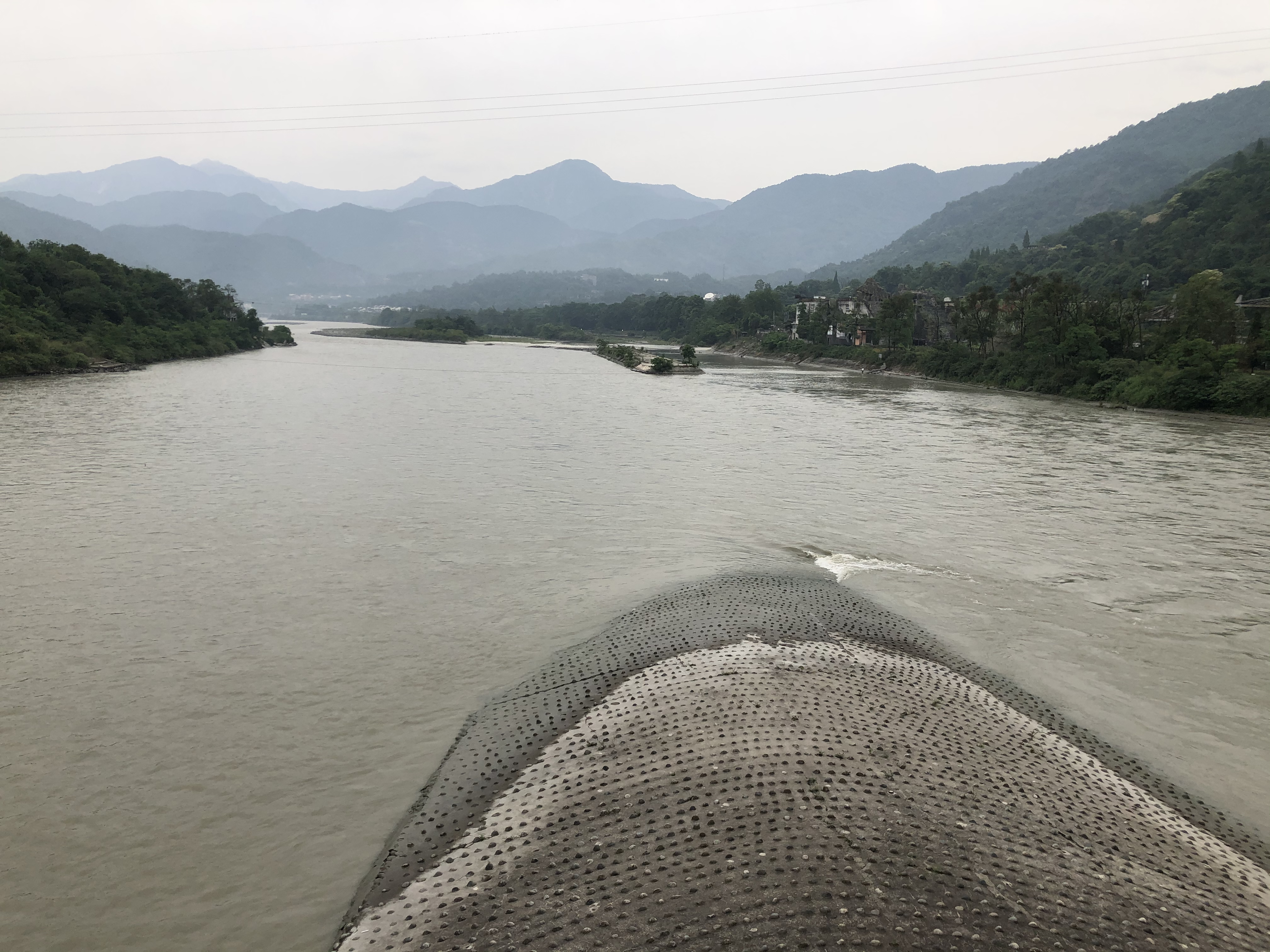
어취근조

이빙은 진 소양왕으로부터 은자 10만냥을 사업 착수금으로 받았다. 1만의 인부를 고용하여 관개사업을 시작하였다. 이 관개사업은 긴 대나무로 짠 소시지 모양의 바구니에 돌을 채워 넣고, 나무로 삼각대를 만들어 대나무 바구니를 지지할 구조물을 제작함으로써 건설을 시작하였다. 이 대공사는 완성까지 4년이 걸렸다.
쓰촨 분지는 험준한 산맥에 둘러싸여있다. 당시는 화약이 발명되기 한참 전의 고대여서, 물길을 내다가 바위를 만나면 이를 깨고 길을 내는 것은 상상도 못할 어려움이 따랐다. 바위를 깨기 위해 바위를 불로 가열하고 물을 끼얹어 식히는 작업을 반복하여 바위를 부수었다. 이후 여러 크고 작은 사업이 진행되어 결과적으로 8년 뒤에는 산을 관통하는 20m의 넓은 수로가 만들어졌다.

## 유산

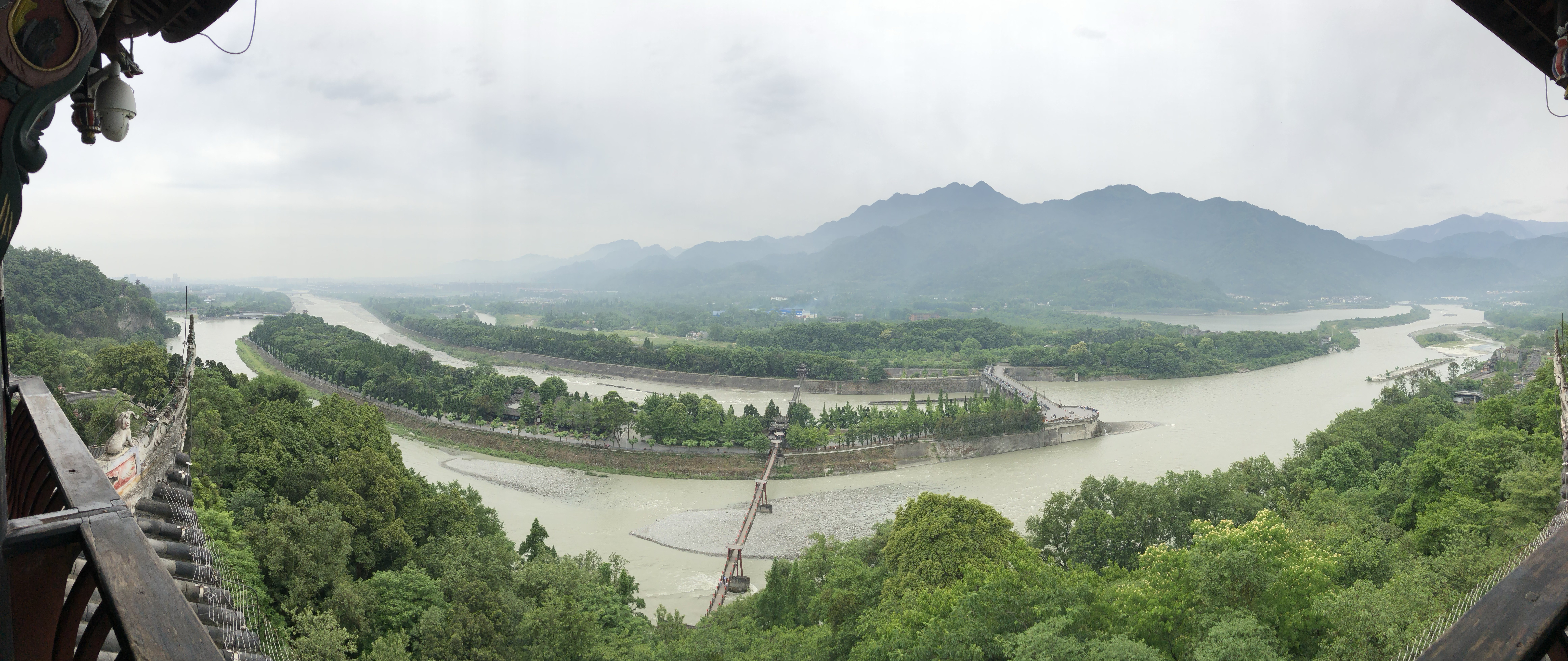
두장옌 둑

이빙의 관개사업이 마무리되자, 강은 더 이상 범람 하지 않았다. 이 태고의 관개수로는 연중내내 농사를 지을 수 있는 온화하고 다습한 쓰촨성의 기후와 함께 쓰촨성을 중국에서도 가장 풍요로운 농경지대로 탈바꿈시켰다. 이빙의 공사는 우 임금처럼 강이 범람하는 자연 재해를 다스리고, 익주의 주민들에게 풍요로운 수확과 여가를 가져다 주었기에 쓰촨성에서 신에 준하는 사랑을 받았다. 사람들은 두장옌의 동쪽에 사당을 지어 이빙을 추모하고 있다.
오늘날에도 두장옌은 제 본래의 기능을 다하여 성도의 주민들에게 깨끗한 물을 공급하고 있으며, 주요 관광거리이자 독창적인 작업에 대한 과학적 감탄사의 대상이다. 큰 둑을 둘러 물을 막는 현 시대의 댐과는 달리 이빙은 물길을 더 파내어 산에서 내려온 물이 자연스럽게 흘러가게 하면서도 급류의 생성을 방지하여 물을 저장하는 기능을 지니고 있기 때문이다.
두장옌은 이러한 역사성과 과학적 기술을 인정받아 2000년에 세계문화유산으로 지정되었다.

## 같이 보기
- 중국세계유산
- 청성산